# William Swords
William „Willie“ Swords (* 21. Juli 1942; † 19. Oktober 2007 in Kildare) war ein irischer Bogenschütze.

## Karriere
William Swords nahm an den Olympischen Spielen 1980 teil. Im Einzelwettkampf belegte er den 31. Platz.